# Spatunomia rubra
Spatunomia rubra är en biart som först beskrevs av Heinrich Friese 1904.  Spatunomia rubra ingår i släktet Spatunomia och familjen vägbin. Inga underarter finns listade i Catalogue of Life.